# Synagoga w Pasłęku
Synagoga w Pasłęku – niezachowana synagoga wybudowana w 1878 i zniszczona w czasie nocy kryształowej.

## Historia
Żydzi osiedlali się w Pasłęku od początku XIX wieku, pierwszą synagogę wybudowali w 1836. Działała ona do 1878, kiedy została wzniesiona nowa tego typu budowla.
Synagoga została zamknięta po dojściu NSDAP do władzy w 1933, następnie, po rozwiązaniu gminy żydowskiej w 1938, sprzedana. W czasie nocy kryształowej została całkowicie spalona.

## Architektura
Synagoga znajdowała się przy zbiegu dzisiejszych ulic Dąbrowskiego i Krasińskiego. Był to murowany budynek o wysokości siedmiu metrów. Na fasadzie synagogi znajdowała się figura Mojżesza z tablicami dziesięciorga przykazań, a także rzeźba przedstawiająca księgę Tory i tablica z kwadratami symbolizującymi 12 pokoleń Izraela.
We wnętrzu znajdował się Aron ha-kodesz z siedmioma zwojami Tory, nad nim wyrzeźbiono tablica prawa. Podtrzymywał je orzeł oraz dwa złocone lwy. Złoty był również hebrajski napis „Świątynia Wiekuistego”, umieszczony powyżej tablic. bimę przykrywał obrus z napisem Magen Dawid. Na ścianach synagogi, z fundacji elblążanina Arnheima, umieszczono dwie modlitwy za umarłych.